# Josef Bláha
Josef Bláha, född 8 juni 1924 i Novo mesto, Serbernas, kroaternas och slovenernas kungarike, död 6 december 1994 i Prag, Tjeckien, var en tjeckisk skådespelare.
Hans mor var slovensk och hans far tjeckisk, från 11 års ålder bodde han i Prag. Han filmdebuterade 1947, men blev inte allmänt uppmärksammad förrän han gjorde rollen som Josef Bruzek, en dyster poliskommissarie i TV-serien Syndare i Prag 1968-1969, samt i fyra fristående filmer på 1970-talet. Han var verksam fram till 1990 och hade då medverkat i över 170 filmer och TV-produktioner.

## Filmografi, urval
- 1957 – Dobrý voják Švejk
- 1968 – Syndare i Prag (TV-serie)
- 1970 – Kladivo na carodejnice
- 1971 – Mord på hotell Excelsior
- 1972 – Flicka med kvast
- 1977 – Pan Tau (TV-serie)
- 1978 – Nemocnice na kraji města (TV-serie)
- 1980 – Syndabocken
- 1983 – Návštěvníci (TV-serie)